# لغة تشوكشي
تشوكشي (بالإنجليزية: Chukchi) تُلفظ  /ˈtʃʊktʃiː/ وتُعرف أيضًا باسم لغة تشوكوت أو تشوك. تنتمي لعائلة لغات تشوكوتكا- كامشاتكا، ويتحدث بها شعب تشوكشي في أقصى شرق سيبيريا، تحديدًا في أوكروغ تشوكوتكا الذاتية. بحسب الإحصاء السكاني الرسمي في روسيا لعام 2002، فإن نحو سبعة آلاف من شعب تشوكشي البالغ عددهم 15700 نسمة يتحدثون لغة تشوكشي. تتناقص المعرفة بلغة تشوكشي بشكل مستمر، ويتحدث أغلب التشوكشيون اللغة الروسية حاليًا (أفادت التقارير بأن أقل من مئة شخص لا يتحدثون اللغة الروسية إطلاقًا).
ترتبط هذه اللغة ارتباطًا وثيقًا بلغة كورياك. تنتمي لغة تشوكشي وكورياك وكيريك وأليتور وإيتلمين لعائلة لغات تشوكوتكا- كامشاتكا. ثمّة العديد من أوجه التشابه الثقافية بين شعبي تشوكشي وكورياك، بما في ذلك الاقتصاد القائم على تربية قطعان الرنة. ويشير الشعبان إلى نفسيهما بالاسم المحلي لوراوتلات
(بلغة تشوكشي: ԓыгъоравэтԓьат) والمفرد منه لوراوتلان (بلغة تشوكشي: ԓыгъоравэтԓьан) والذي يعني «الشعب الحقيقي». تُعرف جميع هذه الشعوب وغيرها من الأقليات المنفصلة في كامشاتكا وما حولها مجتمعةً باسم الكامشداليين (Kamchadals).
كلمة تشوكشي (Chukchi) مفردها (Chukchee) هي صيغ محولة إلى الإنجليزية من الكلمة الأجنبية الروسية تشوكشا (Chukcha) (جمعها تشوكشي، Chukchi) التي دخلت الروسية من الكلمة السلوفاكية تشافتشا (Čävča)، التي استخدمها الشعب المجاور لشعب تشوكشي المتحدث باللغة التونغوسية وهي تُعتبر ترجمة للكلمة التشوكشية «تشاوتشيو، чавчыв» والتي تعني بلغة تشوكشي «[رجل] ثري معه حيوان الرنة» في إشارة لأي راعي رنة، وهو رجل ثري حسب المعايير المحلية.
في الكتاب الأحمر للغات المهددة الصادر عن اليونسكو، تندرج اللغة ضمن قائمة اللغات المهددة بالانقراض.

## نطاق الاستخدام
يستخدم العديد من التشوكشيين هذه اللغة كوسيلة أساسية للتواصل ضمن الأسرة وفي نشاطهم الاقتصادي الرعوي التقليدي (تربية الرنة). تُستخدم اللغة أيضًا في وسائل الإعلام (متضمنةً ترجمات الإذاعة والتلفزيون) وبعض الأنشطة التجارية. غير أن الروسية تُستخدم بشكل متزايد كوسيلة أساسية للتواصل التجاري والإداري، بالإضافة إلى استخدامها كلغة تواصل مشترك في المناطق المأهولة من غير التشوكشيين مثل شعبي الكورياك والياكوت. على امتداد العقود القليلة الماضية، يتناقص عدد أطفال التشوكشيين الذين يتعلمون لغة تشوكشي كلغتهم الأم بشكل مستمر. جميع التشوكشيين تقريبًا يتحدثون الروسية، على الرغم من وجود تفاوت في إجادتها من شخص لآخر. تُستخدم لغة تشوكشي كلغة أساسية في التعليم في المدارس الابتدائية؛ وتتم بقية التعليم الثانوي باللغة الروسية مع تعليم لغة تشوكشي كإحدى المواد.
حصد الكاتب التشوكشيّ، يوري ريتكهو (1930-2008)، درجة من الشهرة في كل من روسيا وأوروبا الغربية، على الرغم من أن الكثير من أعماله المنشورة كانت باللغة الروسية، وليس بلغة تشوكشي. استخدمت الشاعرة التشوكشية أنطونينا كيميتفال لغتها الأم في كتاباتها.

## الشعب
يمتلك شعب تشوكشي تاريخًا وثقافةً غنيّيَن متمحورين تقليديًا حول الحرب. يبجّل شعب تشوكشي المحاربين والروح القتالية التي يجسدونها. هذا التركيز على الصراع يمكن رؤيته في التفاعلات بين شعب تشوكشي والروس التي تعود إلى منتصف القرن السابع عشر وتروي معارك مجيدة بين الجماعتين. اشتُهر أيضًا شعب تشوكشي بمحاربة القبائل المجاورة، وخاصة قبائل تانييت، التي تضم شعوبًا سيبيرية شقيقة معروفة باسم شعوب كورياك. لكن على مدى القرن الماضي، انخرط شعب تشوكشي في صراعات أقل كثيرًا مركزين بشكل أكبر على التجارة. يعتمد اقتصاد شعب تشوكشي في يومنا هذا اعتمادًا شديدًا على التجارة، بالأخص مع روسيا.
إلى جانب التجارة مع روسيا، يكسب التشوكشيون قوت عيشهم من تربية قطعان الرنة والمقايضة مع قبائل أخرى. ثمّة أيضًا مجموعة من شعب تشوكشي لا تربي قطعان الرنة بل تعيش على طول الساحل، وتتاجر أكثر مع القبائل التي تعيش على طول ساحل المحيط الهادئ. حتى أن بعض أفراد تشوكشي يختارون التنقل ذهابًا وإيابًا بين الفئتين والمتجارة معهما. يسيطر هؤلاء الأفراد نسبيًا على المزيد من التجارة ويطلق عليهم اسم «كافرانت» أو «الجوالة».